# Maikki Järnefelt
Maria « Maikki » Järnefelt-Palmgren, née Pakarinen, le 26 août 1871 à Joensuu et morte le 4 juillet 1929 à Turku, est une cantatrice d'opéra finlandaise.

## Biographie
Elle naît dans la famille du marchand Anders Pakarinen et Elisabet Hirvonen. Maikki Pakarinen s'est d'abord mariée avec le compositeur et chef d'orchestre  Armas Järnefelt avec qui elle a un enfant. Sa belle-sœur est alors Aino Sibelius (née Järnefelt), l'épouse de Jean Sibelius.
Elle épouse en secondes noces le compositeur, chef d'orchestre et pianiste, Selim Palmgren,. Ses deux maris étaient également ses agents.
Maikki Järnefelt meurt à 57 ans : elle subit un accident vasculaire cérébral lors de la répétition générale de la cantate de son mari, Turun Lilja, et décède à l'hôpital peu de temps après.

## Carrière
Maikki Järnefelt est particulièrement connue comme soprano chantant des opéras de  Richard Wagner et des lied,,. Elle suit les cours d'Abraham Ojanperä à Helsinki, puis de Mathilde Marchesi à Paris et de Julius Hey à Berlin. Ses débuts publics ont lieu en 1890 à Helsinki. Elle chante ensuite sur plusieurs scènes européennes. Elle a joué dans des opéras de Richard Wagner et a notamment chanté dans Tannhäuser et Die Walküre. Avec Armas Järnefelt, elle tente de faire décoller l'opéra à Helsinki avec les œuvres de son premier mari.
Elle se produit à La Haye en 1906 avec l'Orchestre du Concertgebouw dirigé par Willem Mengelberg, elle chantait Die Allmacht de Franz Schubert. À la suite d'une représentation en Russie, le compositeur César Cui a déclaré qu'il la considérait comme l'une des meilleures sopranos de son temps. De 1921 à 1926, elle vit aux États-Unis tandis que son mari Selim Palmgren enseigne à l'Eastman School of Music.